# Pouteria squamosa
Pouteria squamosa är en tvåhjärtbladig växtart som beskrevs av Arthur John Cronquist. Pouteria squamosa ingår i släktet Pouteria och familjen Sapotaceae. IUCN kategoriserar arten globalt som sårbar. Inga underarter finns listade i Catalogue of Life.